# Johan Jakob Rambach
Johan Jakob Rambach född 1693 i Halle (Saale), och död 1735. Professor i teologi, psalmförfattare och superintendent i Giessen. Psalmerna finns i danska Psalmebog for Kirke og Hjem.
Studerade för en av pietismens grundare, August Hermann Francke, och blev 1731 hans efterträdare på den teologiska professuren i Giessen. Gift med en dotter till Joachim Lange.
Utgav en psalmbok, översatt till svenska Betraktelser öfver Christi lidande, av Petrus Hansson Wasenius, 1761, med nydiktade sångtexter i pietistisk anda. Rambach gav också ut en fullständig upplaga av Johann Arndts skrifter med början 1734.